# Prîricine, Nîjnohirskîi
Prîricine (în ucraineană Прирічне) este un sat în comuna Jemciujîna din raionul Nîjnohirskîi, Republica Autonomă Crimeea, Ucraina.

## Demografie
Componența lingvistică a localității Prîricine
     Rusă (65,91%)
     Tătară crimeeană (17,66%)
     Ucraineană (15,61%)
     Alte limbi (0,62%)
Conform recensământului din 2001, majoritatea populației localității Prîricine era vorbitoare de rusă (65,91%), existând în minoritate și vorbitori de tătară crimeeană (17,66%) și ucraineană (15,61%).